# África Vázquez

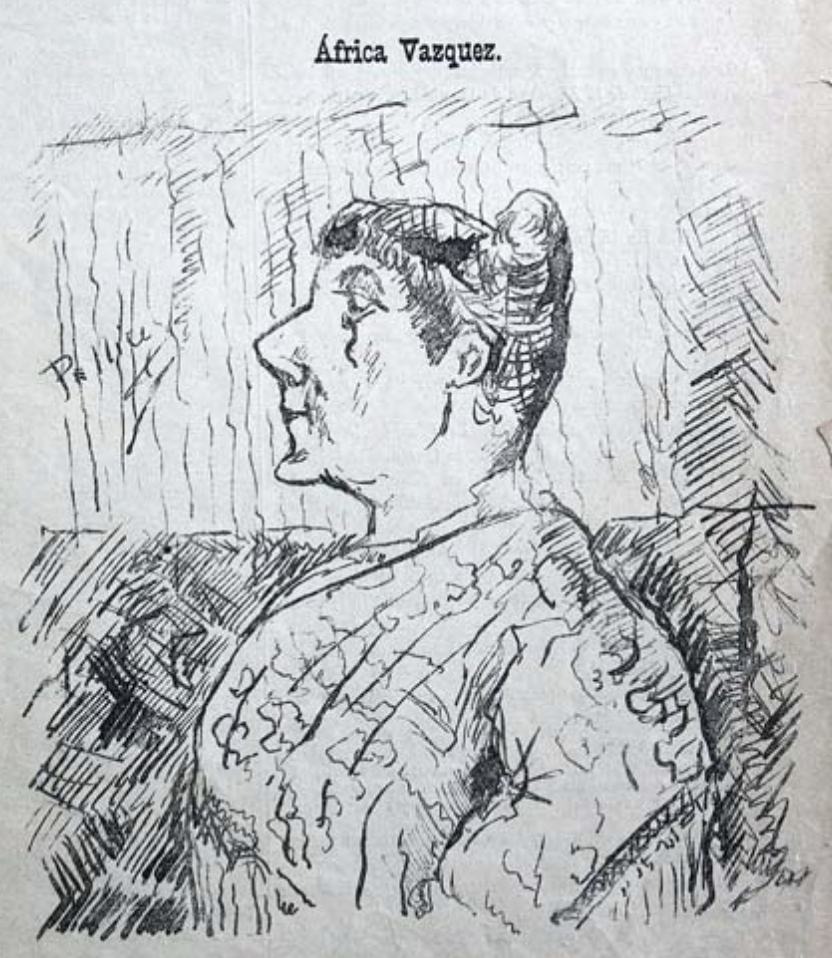
Caricatura de África Vázquez, publicada en la portada del semanario El Cante (25 de diciembre de 1886)

África Vázquez, conocida como La Peceña (La Peza, Granada), fue una cantaora española del siglo XIX.

## Biografía
Nacida en la localidad granadina de La Peza hacia 1864-1865, África Vázquez aprendió siendo niña los palos del fandango peceño, lo que unido a su talento vocal la llevaron hasta Granada, donde emprendió su carrera profesional como cantaora con tan sólo diez años. Aquí permaneció unos tres años perfeccionando su arte en el popular café de la Mariana, donde "pronto se distinguió de las demás cantaoras por su argentina y dulcísima voz". Estando en Granada, refiere Fructuoso Carpena cómo África Vázquez entró en competencia con otro afamado cantaor local como era Joselito el Granaíno. Ambos debían subir al cubo de la Alhambra, bajo la Torre de la Vela, y cantar tres coplas a medianoche, mientras sus partidarios copiaban las letras que escuchasen situados en la plaza de Bibarrambla. Finalmente ganó la apuesta la cantaora lapeceña, consistente en cinco duros y dos libras de dulces, con la siguiente copla: 
“Para subir a la Alhambra
fonda de los Siete Suelos, 
plazuela de los Aljibes...

¡En la calle Real te espero!”
Interrumpida temporalmente su actividad, con quince años fue contratada para cantar en el café Suizo de Málaga, en la céntrica plaza de la Constitución, junto con Paco Bota y Juan Breva, afamado cantaor de malagueñas y verdiales. Con el sobrenombre de La África -como también era conocida- recorrió varios cafés-cantantes de Almería y Cartagena, recalando finalmente en Barcelona. En el café de la Alegría -luego Edén Concert- de la ciudad condal actuó durante dos años, antes de ser contratada en el café de La Unión, también conocido como Café Concierto Barcelonés, y posteriormente Alcázar Español. Durante este tiempo popularizó en la capital catalana la granaína, la malagueña y la cartagenera.
Posteriormente se trasladó a Madrid, donde compartió escenario en el café Imparcial con María Borrico, conocida seguiriyera de San Fernando (Cádiz); y más a tarde regresó a Málaga, para cantar en el café del Turco. En septiembre de 1886 se instaló en Sevilla, actuando primero en el café del Burrero, siendo luego contratada por su competidor, el gran Silverio Franconetti. Está considerada la primera cantaora profesional de Granada.

## Fandangos
Los fandangos interpretados por África Vázquez se caracterizan por su hondura y sentimiento, con un estilo dificultoso que plasma todo el universo melódico y el carácter de los fandangos de Granada. Su brillante manera de interpretar se apoyaba sobre una voz bonita y muy agradable, que mostraba un estilo puro y fino. Las letras de sus fandangos evocaban casi siempre sus orígenes, destacando con orgullo las singularidades de su patria, logrando levantar a los aficionados de sus asientos: 
"En la Torre de la Vela
una campana de plata;
cuando sus metales suena
dice que ¡viva Granada!”
“Soy de La Peza, pezeña; 
de los montes, montesina 
y para servir a ustedes, 
soy de Graná, granaína.”
Los primeros registros sonoros de cante flamenco, en el tránsito del siglo XIX al XX, contienen abundantes coplas que siguen el estilo del fandango de África. Se trata de cantes por granadinas y jaleos centrados en elementos relacionados con Granada, con referencias a sus barrios, la Alhambra o la Virgen de las Angustias, su patrona. Resulta este fandango un cante de muy difícil interpretación, debido a la filigrana de los melismas y la extensa tesitura que discurre entre sucesivos graves y agudos. El fandango de La Peza sería incorporado a las zambras por los gitanos del Sacromonte y del Albaicín, con un estilo alegre al son de todo lo sonable, incluidos los panderos.  

## Crítica
A juicio de la crítica flamenca de la época, la garganta de La Peceña era "un nido de ruiseñores", desarrollando un cante de mucha dificultad donde pretendía plasmar el universo melódico y el carácter de los fandangos de Granada. Según el testimonio de Fernando el de Triana, que llegó a conocer a la cantaora, el gran mérito de África Vázquez fue arreglar para la escena, en su sentimentalismo y en su curva melódica, los fandangos de La Peza, "muy duros y muy bien musicados".